# Superwoman (cântec de Alicia Keys)
Superwoman este cel de-al patrulea disc single extras de pe albumul As I Am, al cântăreței de origine americană, Alicia Keys. Beneficiind de promovare adiacentă lansării, cântecul s-a bucurat de succes moderat în țările vorbitoare de limba engleză, sporind popularitatea albumului de proveniență.